# Albéric Magnard

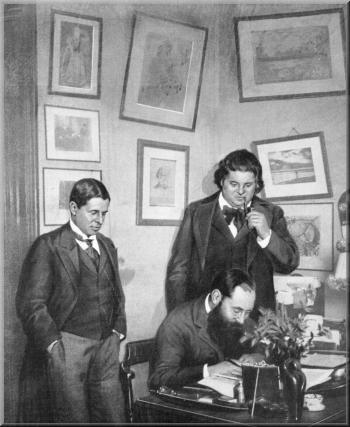
Magnard, Guy Ropartz és Eugène Ysaÿe társaságában a Nancy Konzervatóriumban 1911-ben

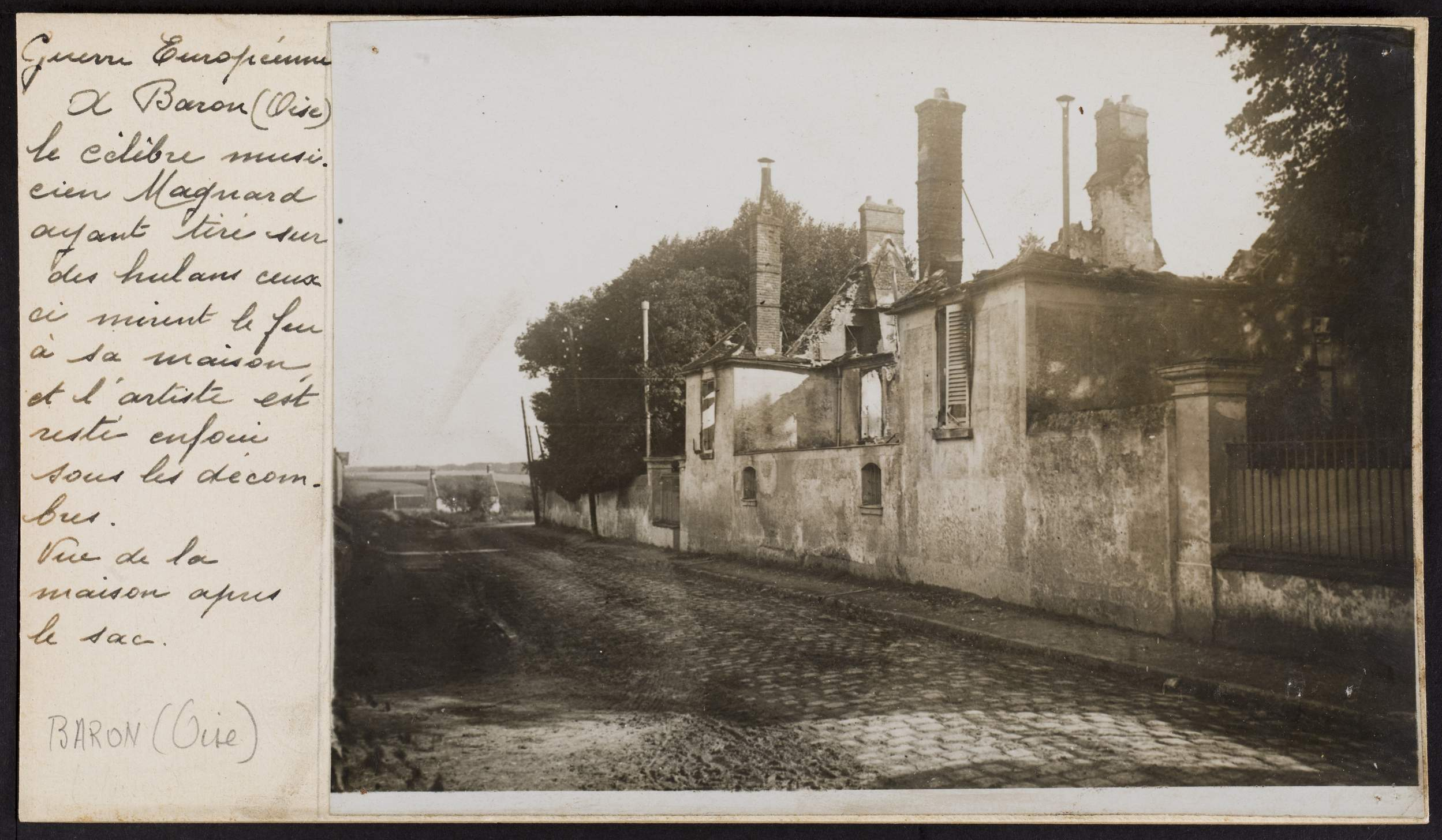
A zeneszerző baroni házának romjai. 1914-ben a német megszállók rombolták le.

Lucien Denis Gabriel Albéric Magnard (Párizs, 1865. június 9. – Baron, 1914. szeptember 3.) francia késő romantikus zeneszerző. A „francia Brucknernek” is nevezik, bár kettejük zenéje számos ponton különbözik. 1914-ben nem adta meg magát a német megszállóknak, ezért megölték és házát lerombolták. Tettéért hazájában nemzeti hős lett.

## Élete
Albéric Magnard 1865. június 9-én született Párizsban egy jómódú család gyermekeként. Édesapja François Magnard író, újságíró, a tekintélyes Le Figaro című napilap főszerkesztője volt. Albéric visszautasította a család anyagi támogatását, mert nem akart a „Figaro fia” lenni, ezért kizárólag önerőből, tehetségére alapozva végezte el zenei tanulmányait. A katonai szolgálatot és a jogi diploma megszerzését követően lett a Párizsi Konzervatórium növendéke, ahol az ellenpontot Théodore Dubois-tól tanulta. Beiratkozott Jules Massenet osztályába, itt találkozott Vincent d’Indy-vel, akitől négy éven át hangszerelést tanult. Első két szimfóniáját az ő mentorsága alatt írta. Az első szimfóniáját D'Indy-nek ajánlotta. A két férfi mindvégig tiszteletben tartotta a másik munkásságát, politikai szembenállásuk ellenére is.
François Magnard, bár tiszteletben tartotta fia kérését, hogy önállóan kíván boldogulni, igyekezett támogatni a karrierjét, hogy lehetőséget biztosított a Le Figaro hasábjain a róla szóló cikkeknek, kritikáknak. Édesapja 1894-ben bekövetkezett halála után a hála és a bosszúság vegyes érzései nehezítették a gyászt. Ekkor komponálta a Gyászindulót (Chant funèbre).
1896. február 15-én vette feleségül Julie Maria Crétont, akitől két leánya született, Ève (1901-1980) és Ondine (1904-?). A feleségéhez írta Vénusz-himnusz (Hymne à Vénus) című művét. Ez idő tájt vállalta el, hogy ellenpontot tanítson a Schola Cantorumban, melyet Vincent d’Indy és Charles Bordes alapított 1894-ben.
Egy ideig a Nancy Konzervatóriumban tanított, ahol barátja, a zeneszerző és karmester Guy Ropartz, valamint a hegedűművész, karmester és zeneszerző Eugène Ysaÿe is dolgozott.
1914-ben az első világháború kezdetén feleségét és gyermekeit egy biztonságos helyre küldte, de ő maga otthon maradt, hogy őrizze a család birtokát a „Manoir de Fontaines”-t (Szökőkút-major). Amikor a német katonák megpróbálták elfoglalni a majort, Magnard tüzet nyitott a katonákra és megölte az egyiküket. A német katonák viszonozták a tüzet és felgyújtották az épületet. Sokan az feltételezik, hogy a zeneszerző a tűz miatt vesztette életét, de a maradványait nem találták meg az épület romjai közt. Magnard kiadatlan művei, köztük két operájának a Yolande-nak és a Guercœur-nek a zenekari szvit változata is, megsemmisültek a lángokban.

## Emlékezete
A párizsi Passyi temetőben a hazáért hősi halált haltak közt emlékművet állítottak Magnardnak is. 1927-ben Párizs 16. kerületében a Richard Wagnerről elnevezett utcát átkeresztelték Albéric Magnard utcára.

## Munkássága
Magnard tragikusan rövid pályafutása alatt három operát, négy szimfóniát és néhány egyéb jelentős zenekari művet komponált. A művei jelentős részét saját költségén adta ki. 22 művét látta el opus számmal, további néhány műve ismeretes.
Munkássága visszatükrözi politikai nézeteit is. A negyedik szimfóniáját egy feminista szervezetnek dedikálta. Kiállt Alfred Dreyfus mellett, az ő igazságszolgáltatás általi meghurcolását kritizálva írta Az Igazság himnuszát (Hymne à la Justice).

### Művei
| Opus | Mű címe                                                      | Eredeti címe                                               | Műfaj                      | Hangsor   | Szöveg                                                 | Keletkezés | Bemutató                                         | Megjegyzés |
| ---- | ------------------------------------------------------------ | ---------------------------------------------------------- | -------------------------- | --------- | ------------------------------------------------------ | ---------- | ------------------------------------------------ | --- |
| 1    | Három zongoradarab                                           | Trois pièces pour piano                                    | zongoraszóló               |           |                                                        |            |                                                  | |
| 2    | Zenekari szvit régi stílusban                                | Suite d’orchestre dans le style ancien                     | zenekari szvit öt tételben | G-moll    |                                                        | 1888-1889  | 1890                                             | Tételek: 1. Française 2. Sarabande 3. Gavotte 4. Menuet 5. Gigue |
| 3    | Hat szimfonikus költemény énekhangra és zongorára            | 6 poèmes en musique                                        | szimfonikus költemény      |           | Albéric Magnard Alfred de Musset Horatius Guy Ropartz  | 1887-1890  | 1891                                             | Dalok: 1. Á Elle 2. Könyörgés (Invocation) 3. A német Rajna (Le Rhin allemand) 4. Noktürn (Nocturne) 5. Bandusia forrásához (Ad fontem Bandusiæ) 6. A költő (Au Poète) |
| 4    | 1. szimfónia                                                 | Symphonie nº 1                                             | szimfónia                  | C-moll    |                                                        | 1889-1890  | 1893. március Angers                             | |
| 5    | Yolande                                                      | Yolande                                                    | opera egy felvonásban      |           | Albéric Magnard                                        | 1888-1891  | 1892. december 27. Théâtre de la Monnaie, Párizs | |
| 6    | 2. szimfónia                                                 | Symphonie nº 2                                             | szimfónia                  | E-dúr     |                                                        | 1892-1896  | 1896. február 16. Nancy vez. Guy Ropartz         | |
| 7    | Séták, hét zongoradarab                                      | Promenades                                                 | zongoraszóló               |           |                                                        | 1893       | 1894                                             | Darabok: 1. Envoi 2. Bois de Boulogne 3. Villebon 4. Saint-Cloud 5. Saint-Germain 6. Trianon 7. Rambouillet                                                            |
| 8    | Kvintett zongorára, fuvolára, oboára, klarinétra és fagottra | Quintette pour flute, clarinette, haubois, basson et piano | kamarazene                 | D-moll    |                                                        | 1894       |                                                  | |
| 9    | Gyászinduló                                                  | Chant funèbre                                              | zenekari darab             |           |                                                        | 1894-1895  |                                                  | |
| 10   | Nyitány                                                      | Ouverture                                                  | zenekari darab             |           |                                                        | 1895       | 1895. május 14. Párizs vez. Albéric Magnard      | |
| 11   | 3. szimfónia                                                 | Symphonie nº 3                                             | szimfónia                  | B-moll    |                                                        | 1895-1896  | 1899. május 14. Párizs                           | |
| 12   | Guercoeur                                                    | Guercoeur                                                  | opera három felvonásban    |           | Albéric Magnard                                        | 1897-1900  | 1931. április 23. Garnier Operaház, Párizs       | |
| 13   | Szonáta hegedűre és zongorára                                | Sonate pour violon et piano                                | szonáta                    | G-dúr     |                                                        | 1901       |                                                  | |
| 14   | Az Igazság himnusza                                          | Hymne à la Justice                                         | zenekari darab             | H-moll    |                                                        | 1901-1902  | 1903. január 4. Nancy vez. Guy Ropartz           | |
| 15   | Négy szimfonikus költemény baritonra és zongorára            | Quatre poèmes en musique                                   | szimfonikus költemény      |           |                                                        | 1902       |                                                  | |
| 16   | Vonósnégyes                                                  | Quatuor à cordes                                           | kamarazene                 | E-moll    |                                                        | 1902-1903  | 1904                                             | |
| 17   | Vénusz-himnusz                                               | Hymne à Vénus                                              | zenekari darab             |           |                                                        |            |                                                  | |
| 18   | Trio zongorára, hegedűre és csellóra                         | Trio pour violon, violoncelle et piano                     | kamarazene                 | F-moll    |                                                        | 1904-1905  | 1906. január 19.                                 | |
| 19   | Bérénice                                                     | Bérénice                                                   | opera három felvonásban    |           | Albéric Magnard Jean-Baptiste Racine tragédiája nyomán | 1905-1909  | 1911. december 15. Salle Favart, Párizs          | |
| 20   | Szonáta csellóra és zongorára                                | Sonate pour violoncelle et piano                           | szonáta                    | A-dúr     |                                                        | 1908-1910  | 1911. február 25.                                | |
| 21   | 4. szimfónia                                                 | Symphonie nº 4                                             | szimfónia                  | Cisz-moll |                                                        | 1913       | 1914. május 16. vez. Rhené-Baton                 | |
| 22   | Tizenkét szimfonikus költemény                               | Douze poèmes en musique                                    | szimfonikus költemény      |           |                                                        |            |                                                  | |
| –    | Isten az én reménységem                                      | En Dieu mon esperance                                      |                            |           |                                                        |            |                                                  | |
| –    | Henriette                                                    | À Henriette                                                |                            |           |                                                        |            |                                                  | |

## Kották
- Magnard, Albéric. International Music Score Library Project. (Hozzáférés: 2019. május 17.)

## Fordítás
- Ez a szócikk részben vagy egészben az Albéric Magnard című angol Wikipédia-szócikk ezen változatának fordításán alapul.  Az eredeti cikk szerkesztőit annak laptörténete sorolja fel. Ez a jelzés csupán a megfogalmazás eredetét és a szerzői jogokat jelzi, nem szolgál a cikkben szereplő információk forrásmegjelöléseként.